# Gare de Pagny-sur-Meuse
Gare de Pagny-sur-Meuse vasútállomás Franciaországban, Pagny-sur-Meuse településen.

## Vasútvonalak
Az állomást az alábbi vasútvonalak érintik:
- Noisy-le-Sec-Strasbourg-Ville-vasútvonal

## Kapcsolódó állomások
A vasútállomáshoz az alábbi állomások vannak a legközelebb:
- Gare de Commercy
- Gare de Foug